# فيليكس كيلي
فيليكس كيلي (26 سبتمبر 1866 - 31 يناير 1945 في نيوزيلندا) (بالإنجليزية: Felix Kelly)‏ هو لاعب كريكت نيوزلندي.

## وصلات خارجية
- فيليكس كيلي على موقع إي آس بي آن كريك إنفو (الإنجليزية)